# Teruyuki Okazaki

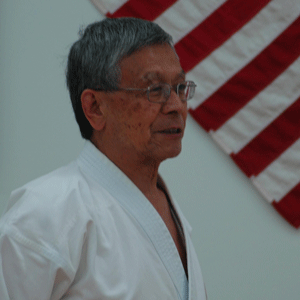
Teruyuki Okazaki (2006)

Teruyuki Okazaki (岡崎 照幸; * 22. Juni 1931 in Fukuoka; † 21. April 2020 in Philadelphia, Pennsylvania) war ein japanischer Karateka und Träger des 10. Dan im Shōtōkan-Karate. 
Okazaki begann 1947 mit dem Karate-Training. Er trat der Japan Karate Association (JKA) bei, wo er zu den letzten Schülern von Nakayama Masatoshi und Funakoshi Gichin gehörte. Nach seinem Abschluss an der Takushoku-Universität 1953 unterrichtete er an mehreren Universitäten in Tokio. 1961 wurde er von Nakayama zur Verbreitung des Karate in die Vereinigten Staaten entsandt. 1963 begründete er die East Coast Shotokan Karate Association, 1977 schließlich die International Shotokan Karate Federation (ISKF), einen der heute weltweit größten Karate-Verbände. Dort war er bis zu seinem Tod langjährig Chief-Instructor. Okazaki gab überall in den Vereinigten Staaten zahlreiche Karate-Lehrgänge und Seminare, darüber hinaus auch international.
Im Oktober 2007 erhielt Okazaki den 10. Dan, die höchste Auszeichnung im Karate. Somit zählte er zusammen mit Hirokazu Kanazawa, Hiroshi Shirai und Masaaki Ueki zu den zu diesem Zeitpunkt weltweit einzigen lebenden Trägern des 10. Dan im Shōtōkan-Karate.
Teruyuki Okazaki starb am 21. April 2020 im Alter von 88 Jahren an den Folgen einer SARS-CoV-2-Infektion.

## Werke
- Okazaki Teruyuki, Stricevic Milorad: Modernes Karate, Falken Verlag, 1987, ISBN 3-8068-4280-9 (Original: The Textbook of Modern Karate)